# Епархия Бутуана
Епархия Бутуана (лат. Dioecesis Butuanensis) — епархия Римско-Католической церкви с центром в городе Бутуан, Филиппины. Епархия Бутуана входит в митрополию Кагаян-де-Оро. Кафедральным собором епархии Бутуана является церковь святого Иосифа. 

## История
20 марта 1967 года Римский папа Павел VI выпустил буллу Eodem officio, которой учредил епархию Бутуана, выделив её из епархии Суригао.

## Ординарии епархии
- епископ Carmelo Dominador Flores Morelos (1967 — 1994);
- епископ Juan de Dios Mataflorida Pueblos (1995 — по настоящее время).

## Источник
- Annuario Pontificio, Libreria Editrice Vaticana, Città del Vaticano, 2003, ISBN 88-209-7422-3
- Булла Eodem officio  (лат.)